# Tricky Women/Tricky Realities
Tricky Women/Tricky Realities est un festival international compétitif de films d'animation réalisés par des artistes femmes ou  genderqueer. Il est créé en 2001. Il se déroule en mars, à Vienne en Autriche.

## Description
En 2001, Antonia Cicero, Waltraud Grausgruber et Birgitt Wagner crée le festival sour le nom sous le nom de Tricky Women. En 2019, il est rebaptisé Tricky Women/Tricky Realities. De 2001 à 2007, le festival a lieu tous tous les deux ans, il devient ensuite annuel. Outre les projections, le festival organise expositions, rencontres, débats, ateliers.
Depuis l'édition 2003, Waltraud Grausgruber et Birgitt Wagner dirigent conjointement le festival.
En 2022, le prix bobine d'or (Goldene Filmrolle) est créé en hommage à Maria Lassnig.
À partir de 2024, trois réalisatrices Waltraud Grausgruber, Lara Bellon et Lisa Heuschober organisent le festival.

## Prix Maria Lassnig
- 2022 : Emma Calder, Beware of trains
- 2023 : Mahboobeh Kalaee, The fourth wall
- 2024 : Carla Melo Gampert, La perra